# Sydøstjylland
 Der er for få eller ingen kildehenvisninger i denne artikel, hvilket er et problem. Du kan hjælpe ved at angive troværdige kilder til de påstande, som fremføres i artiklen.

Sydøstjylland er en landsdel i det sydlige Østjylland. Området svarer nogenlunde til det gamle Vejle Amt og i nogen sammenhænge også Skanderborg Kommune og Billund Kommune.
Landsdelens Politikreds, "Sydøstjyllands Politi" har hovedsæde i Horsens og dækker Skanderborg, Horsens, Hedensted, Vejle, Billund, Kolding og Fredericia kommuner.
Dialekten i Sydøstjylland syd for Horsens Fjord er Vestjysk, selvom landsdelen adskiller sig geografisk fra Vestjylland
Der bor 458.597 indbyggere i Sydøstjylland
Administrativt ligger Sydøstjylland i hhv. Region Midtjylland og Region Syddanmark.